# Матакос (департамент)
Департамент Матакос  (исп. Departamento de Matacos) — департамент в Аргентине в составе провинции Формоса.
Территория — 4431 км². Население — 14375 тыс.человек. Плотность населения — 3,2 чел./км².
Административный центр — Инхеньеро-Хуарес.

## География
Департамент расположен на западе провинции Формоса.
Департамент граничит:
- на севере — с департаментом Рамон-Листа
- на востоке — с департаментом Бермехо
- на юге — с провинцией Чако
- на западе — с провинцией Сальта

## Административное деление
Департамент включает 1 муниципалитет:
- Инхеньеро-Хуарес

## Важнейшие населенные пункты[3]
| № | Населённый пункт                  | Населённый пункт (исп.)           | Категория | Население чел. (2010) | На карте                        |
| - | --------------------------------- | --------------------------------- | --------- | --------------------- | ------------------------------- |
| 1 | Инхеньеро-Хуарес                  | Ingeniero Juárez                  | город     | 12798                 | 23°53′49″ ю. ш. 61°51′10″ з. д. |
| 2 | Теньенте-Хенераль-Росендо-М.Фрага | Teniente General Rosendo M. Fraga | поселок   | н/д                   | 23°45′03″ ю. ш. 62°09′15″ з. д. |